# Trafik (Zeitschrift)
Trafik war eine deutschsprachige anarchistische Zeitschrift für Kultur und Politik. Sie erschien in Mülheim/R. von 1981 bis 1992.

## Geschichte
Das „Journal zur Kultur der Anarchie“ (Untertitel) wurde von zwei Anarchisten herausgegeben mit der Begründung, dass der Anarchismus in Theorie und Praxis international gesehen zugleich eine kulturelle Bewegung war und ist. Dieser Aspekt stand im Mittelpunkt der Zeitschrift, wobei auch politische Themen angesprochen wurden. Ab der Nr. 23 (1986) wurde dies im neuen Untertitel zum Ausdruck gebracht, Internationales Journal zur libertären Kultur und Politik. Themen der einzelnen Ausgaben waren unter anderem Gesellschaft gegen den Staat, Internationale Praxis der libertären Pädagogik, Theorie und Praxis libertärer Kommunen, Libertäre Musik von Funk bis Punk und Kulturschock – libertäre Literatur. In der Nr. 8 von 1982 war zu lesen, dass die Wiener Genossen als Propagandamittel eine „Telefonzeitung“ gegründet hatten als alternativen Nachrichtendienst. Dieses Projekt wurde nach sechs Monaten von der Post eingestellt und im weiteren Verlauf von einer Gruppe privat weiter betrieben mit täglich neuen Informationen. Mit der Wiener Volkshochschule wurde eine Lesung über die Geschichte des Anarchismus organisiert. Dreihundert Personen besuchten einen Gesprächsabend mit Augustin Souchy. Über die türkischsprachige Zeitschrift Anarko erschien ein Artikel und Hinweis in der Nr. 8 und 27 von Trafik.
Trafik hatte eine Auflage von zwischen 200 und 1.200 Exemplaren, erschien anfangs zweimonatlich, später in unregelmäßigen Abständen. Die Einstellung der Zeitschrift beschrieb der Herausgeber Peter Petersen in einem Brief an den Autor Bernd Drücke mit den Worten: „Abgesehen von meinem Mangel an Kraft, Zeit und Geld vermisse ich derzeit besonders die Bereitschaft des libertären Lagers in Deutschland, eine derartige Veröffentlichung nicht nur durch Verbreitung, sondern vor allem auch durch Mitarbeit zu unterstützen“. Trafik veröffentlichte Beiträge von Ensane Azad, Murray Bookchin, John Cage, Klaus Haag, Andre Heller, Arthur Miller, Dorothee Post, Colin Ward, Josef Wintjes, George Woodcock und anderen.